# 31 janvier 1933
Le mardi 31 janvier 1933 est le 31e jour de l'année 1933.

## Naissances
- Camille Henry (mort le 11 septembre 1997),
- Claude Volter (mort le 15 octobre 2002),
- Richard Lin (mort le 31 décembre 2011), artiste, sculpteur, peintre chinois
- Jean Delobel (mort le 10 mai 2013),
- Aníbal Alzate (mort le 31 mars 2016), joueur de football international colombien
- Bernardo Provenzano (mort le 13 juillet 2016), criminel italien
- Bao Ngoc Georges Vinh San, fils aîné du prince Vinh San
- Pierre Hassner, spécialiste français des relations internationales
- Armand Frémont, géographe français

## Décès
- John Galsworthy (né le 14 août 1867), romancier et dramaturge britannique
- Alfredo Salafia (né le 7 novembre 1869), chimiste et un embaumeur italien

## Autres événements
- Mise en place du Gouvernement Édouard Daladier